# Varlam Liparteliani
Varlam Liparteliani (gruz. ვარლამ ლიპარტელიანი; Lentehi, 27. veljače 1989.) gruzijski je džudist. Aktualni je olimpijski (do 90 kg) i europski (do 100 kg) viceprvak. Osvajač je ukupno pet odličja sa svjetskih prvenstava i osam s europskih.
Varlam počinje trenirati judo s 11 godina. Inspiraciju je pronašao u japanskoj judo legendi Koseiu Inoueu i gruzijskom reprezentativcu Zurabu Zviadauriju. Godine 2007. osvaja naslov na Europskom juniorskom prvenstvu. Iste godine osvaja naslov prvaka Gruzije u klasi odraslih. Sljedeće godine postaje i svjetskim i europskim juniorskim prvakom, te osvaja ekipni naslov s reprezentacijom Gruzije.
Već s 20 godina Varlam osvaja svoje prvo veliko odličje u seniorskoj konkurenciji. Na Europskom prvenstvu koje je održano u njegovoj zemlji, u Tbilisiju, osvaja srebro. Na europskim prvenstvima koja su uslijedila, tri puta je postao europskim prvakom, još tri puta viceprvakom, a pridodao je tomu i jednu broncu.
Na svjetskim prvenstvima najveći su mu uspjesi tri srebrna odličja, uz dvije bronce.
Kruna karijere mu je osvajanje srebrnog odličja na Olimpijskim igrama u Rio de Janeiru 2016. godine. U finalu je morao priznat primat Japancu Mašu Bakeru.
Na ostalim natjecanjima pod ingerencijom Međunarodne judo federacije (IJF), osvojio je čak 27 odličja, od čega 13 zlatnih, 4 srebrnih i 10 brončanih.

## Vanjske poveznice
- Profil Varlama Lipartelianija na Službenoj stranici IJF-a